# やさしさとして想い出として
「やさしさとして想い出として」（やさしさとしておもいでとして）は、日本のフォークデュオのふきのとうが1976年7月1日に3枚目のアルバム『風待茶房』で発表した楽曲。

## 解説
作詞・作曲は山木康世が担当している。アルバム発売から約4年後の1980年にシングルリリースされた（下記参照）。
アルバムバージョンの編曲は瀬尾一三が、シングルバージョンは若草恵がそれぞれ担当した。アルバムバージョンは4分30秒だが、シングルバージョンは、4分50秒と演奏時間が長くなっている。

## シングル盤
「やさしさとして想い出として/Simple Song」（やさしさとしておもいでとして/シンプル・ソング）は、1980年1月21日にリリースされたふきのとうの15枚目のシングル。
- 「やさしさとして想い出として」のシングルバージョン、及び「Simple Song」ともにオリジナル・アルバム未収録である。
- 「Simple Song」はこのシングルのために書き下ろした曲である。
- オリコンチャート84位と、セールス的には振るわれなかったが、自身のコンサートで披露されることが多く、後にふきのとうの代表する曲となった。

### 収録曲

#### Side A
1. やさしさとして想い出として（4分50秒）
  - 作詞・作曲:山木康世／編曲:若草恵

#### Side B
1. Simple Song（5分09秒）
  - 作詞・作曲:細坪基佳／編曲:石川鷹彦

## カバー
やさしさとして想い出として
- 西城秀樹（1983年） - ライブ・アルバム『HIDEKI RECITAL - 秋ドラマチック』に収録
- まつざき幸介（2011年） - ミニ・アルバム『SIGNPOST』に収録
- 宗前すみれ（2018年） - トリビュート・アルバム『天衣無縫 〜A Tribute to YAMAKI YASUYO〜』に収録